# Mosi-oa-Tunya (moeda)
O Mosi-oa-Tunya ( inglês: The Smoke Which Thunders ) é uma moeda de ouro introduzida no Zimbabué em 2022 no contexto do aumento da inflação.

## Nomenclatura e características
O Mosi-oa-Tunya é o nome tonganês para Victoria Falls e se traduz para o idioma inglês como The Smoke Which Thunders.  
As moedas pesam uma onça troy e são feitas de ouro de 22 quilates.   Eles foram cunhados fora do Zimbábue. 
Cada moeda possui um número de série exclusivo. 

## Uso
O Banco Central do Zimbabué distribuiu 2.000 Mosi-oa-Tunya aos bancos comerciais em 25 de Junho de 2022. Eles podem ser usados para fins normais de varejo.  As moedas foram introduzidas num contexto de instabilidade com a moeda local existente e com a tendência dos Zimbabuenses de utilizarem o dólar americano. 

## Valor
As moedas valem a taxa do mercado internacional por uma onça troy de ouro, mais cinco por cento. 